# Трифінія

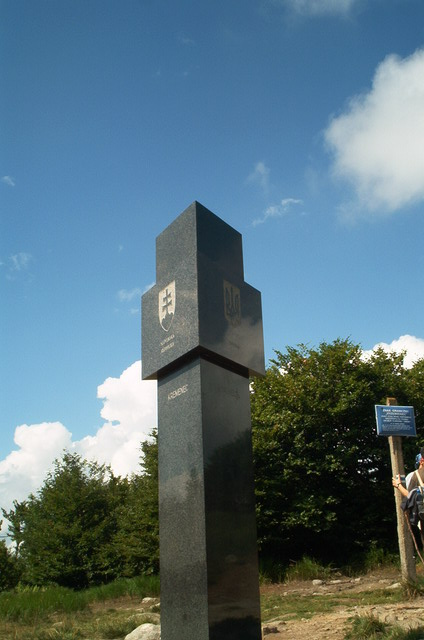
Кременецький щит на стику кордонів України, Словаччини та Польщі

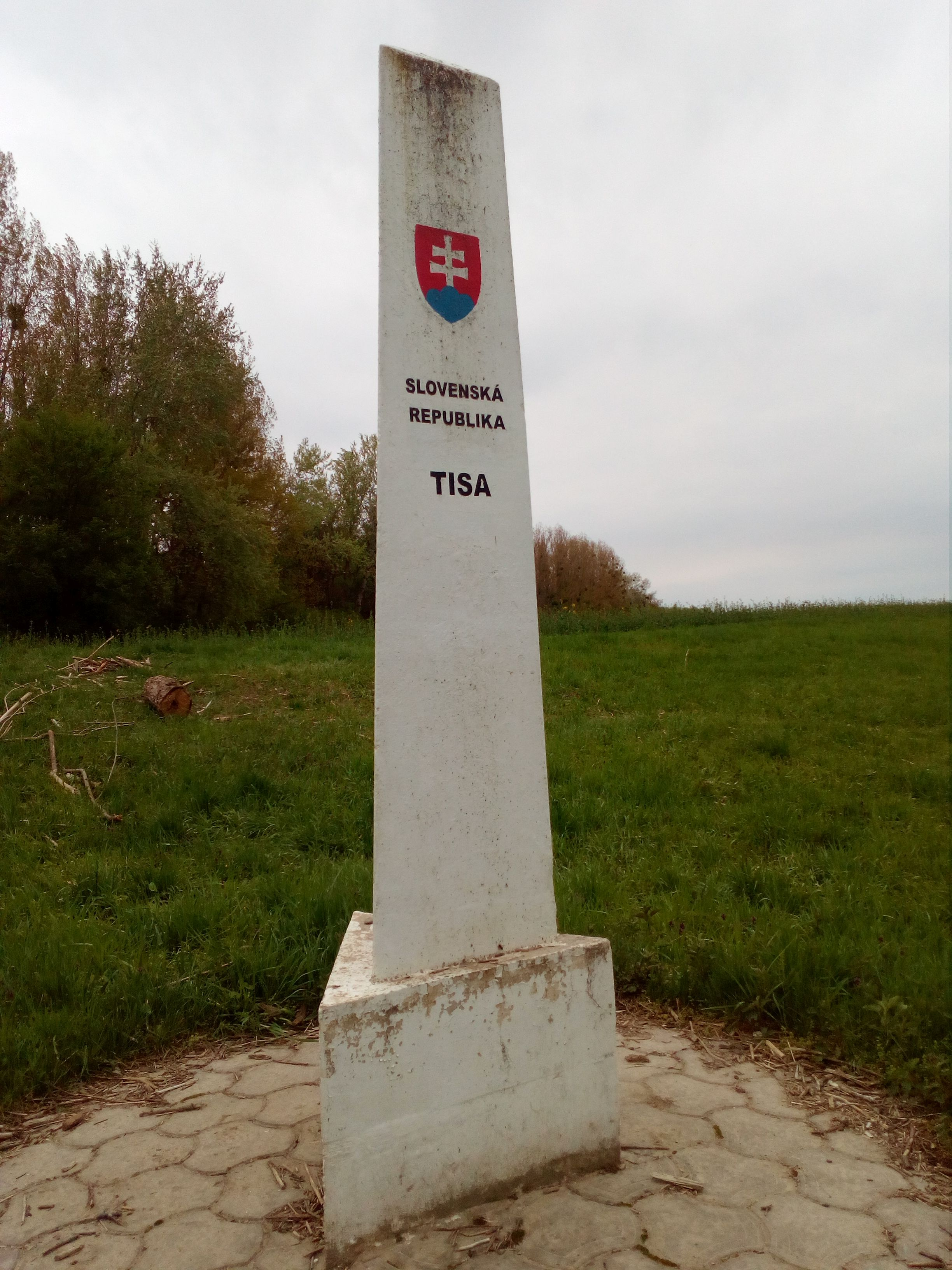
Обеліск «Тиса, три кордони» на словацькій стороні

Потрійний стик, трифі́нія, трипойнт — пункт стику кордонів трьох територіальних одиниць (меж, різноманітної природи). Найчастіше до нього відносять стики державних кордонів трьох країн.
У переважній більшості випадків потрійний стик позначається на місцевості не тільки у вигляді прикордонного знаку, але й у вигляді монументів (прикладом може бути стик кордонів України, Росії та Білорусі, де встановлений монумент «Три Сестри»), флагштоків, і є також геодезичним репером (як точка відліку полілінії кордону, головним чином).
Державний кордон України має кілька потрійних стиків, а саме:
- Україна — Білорусь — Росія. Хоча він і знаходиться повністю на території України, проте саме його прийнято вважати пунктом стику кордонів трьох держав.
- Україна — Білорусь — Польща. Місцевість західніше українського села Кошари та білоруського села Ритець, територія Польщі при цьому починається на західному березі річки Західний Буг, трохи північніше хутора Дубник.

- Україна — Польща — Словаччина. Представлений Кременецьким щитом, який знаходиться на висоті 1221 м над рівнем моря.
- Україна — Словаччина — Угорщина. Річка Тиса біля села Соломоново, трифінія маркована трьома обелісками «Тиса» на кожній зі сторін кордону.

- Україна — Угорщина — Румунія. Місцевість біля сіл Фертешолмаш (Україна), Гарбольц (Угорщина) та Бечру Ноу (Румунія), трифінія маркована трьома обелісками «Тур» на кожній зі сторін кордону.
- Україна — Румунія — Молдова.
  - Місцевість на схід від українського села Мамалига та на захід від молдовського села Крива, при цьому румунська територія представлена на правому березі річки Прут біля села Іванкеуць.
  - Місцевість на захід від міста Рені (Україна) поблизу села Джурджулешти (Молдова) Обидва кордони на лівому березі річки Дунай, а румунський кордон на правому березі, неподалік від міста Галац.

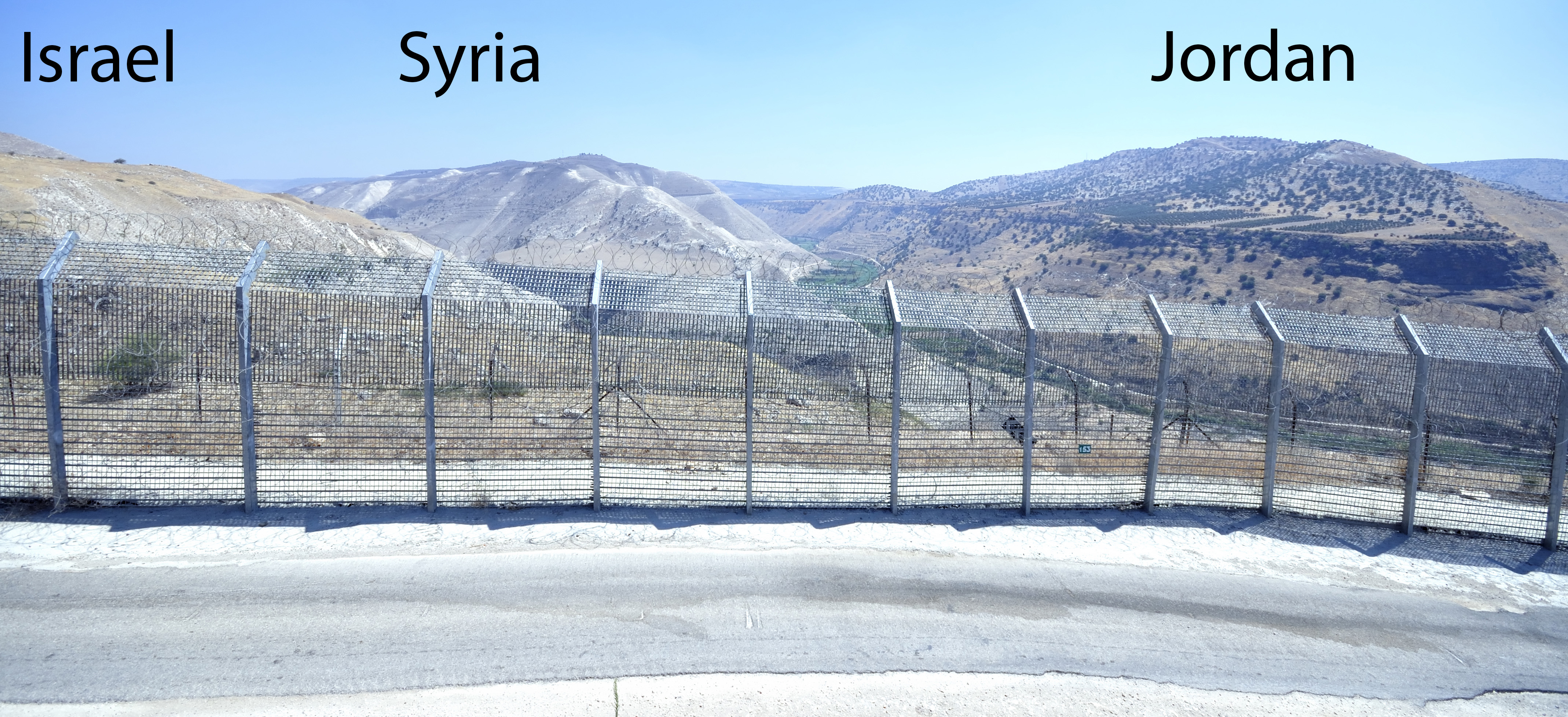
Трифінія на кордоні Ізраїлю, Сирії та Йорданії

- «Курган «Дружби» (на кордоні Латвії, Білорусі та Росії).

30 жовтня 2022 року рішенням  латвійської влади була демонтована частина меморіальних плит на «Кургані Дружби», що розташований на кордоні цих країн.  «Курган Дружби» був зведений 3 липня 1959 року, як меморіал героїзму та мужності російських, білоруських та латиських партизанів, які під час Другої світової війни разом боролися проти німецько-фашистських загарбників.

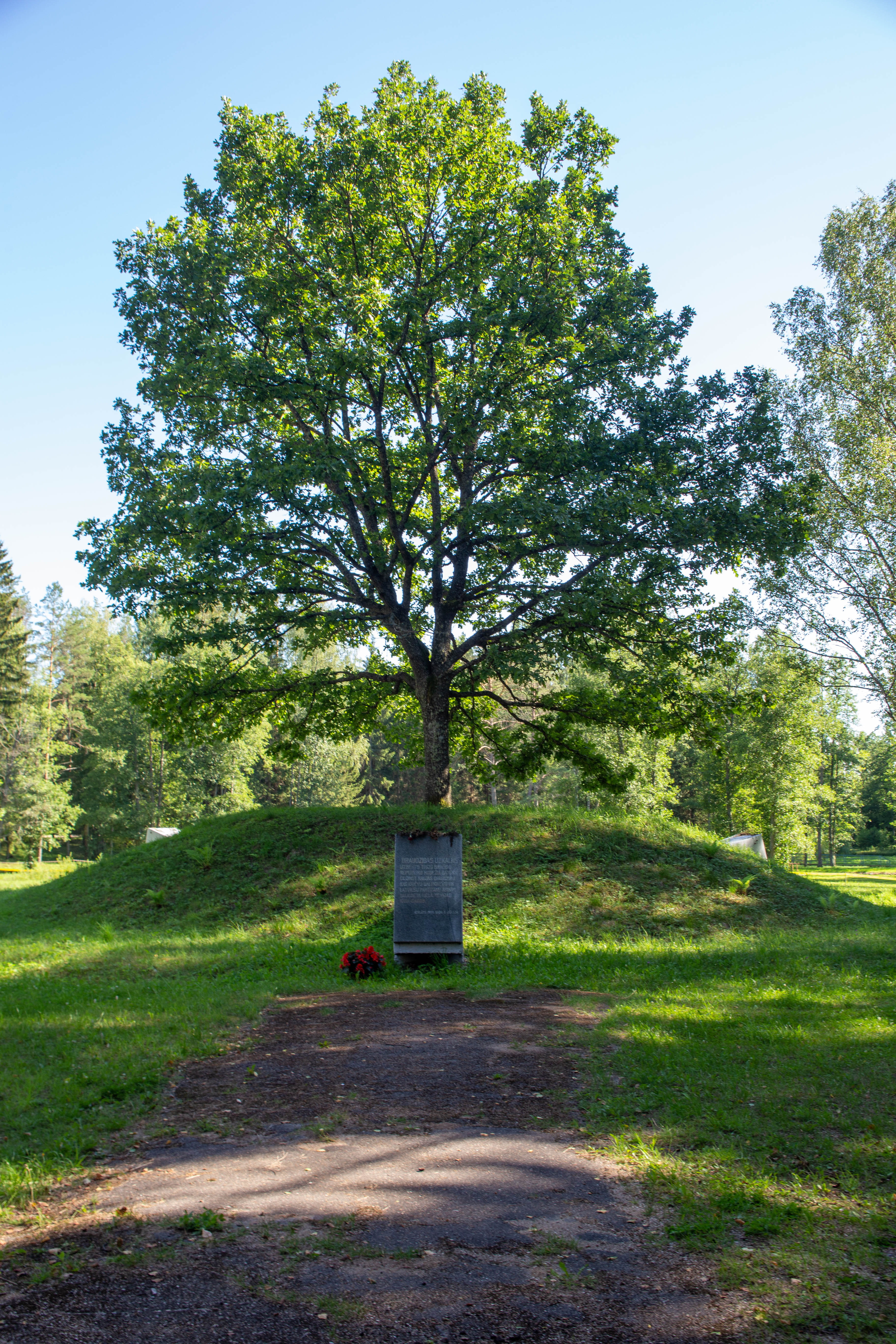
«Курган Дружби» на кордоні Латвії, Білорусі та Росії

Курган є штучно створеним пагорбом. Землю, яка використовувалася для його створення, було взято з місць поховань чи загибелі воїнів та партизанів Червоної армії. До найвищої точки пагорба ведуть сходи, які збудовані з каменю, і стали продовженням алей із трьох сторін. З російського боку нагору веде кленова алея, з латвійської — липова, з білоруської — березова. На плитах трьома мовами були вибиті тексти звернень партизанів війни до своїх нащадків із проханням берегти мир та дружбу між народами. Символом меморіалу є Дуб Дружби, що височіє на вершині пагорба. Усі останні роки влітку на «Кургані Дружби» щорічно проводилися зустрічі ветеранів війни, які приїжджали з Латвії, Білорусії та Росії.
В Європі по два потрійні стики є лише на кордонах України — Румунії — Молдови, Франції — Андорри —  Іспанії а також Австрії — Ліхтенштейну — Швейцарії.